# Homoeoxipha nigripes
Homoeoxipha nigripes är en insektsart som beskrevs av Wei Ying Hsia och Honglei Liu 1993. Homoeoxipha nigripes ingår i släktet Homoeoxipha och familjen syrsor. Inga underarter finns listade i Catalogue of Life.